# 1001 Gaussia
Gaussia (asteroide 1001) é um asteroide da cintura principal com um diâmetro de 74,67 quilómetros, a 2,7761113 UA. Possui uma excentricidade de 0,1339613 e um período orbital de 2 096,25 dias (5,74 anos).
Gaussia tem uma velocidade orbital média de 16,63577216 km/s e uma inclinação de 9,31396º.
Esse asteroide foi descoberto em 8 de agosto de 1923 por Sergei Belyavsky.
Seu nome é uma homenagem ao matemático alemão Carl Friedrich Gauß.